# Arkose (entreprise)
Arkose est une entreprise française spécialisée dans l'escalade, fondée en 2013 par Steve Guillou et Samy Camarzana, rejoints en 2014 par Lyes Mekesser et Grégoire de Belmont. 
Elle exploite des salles d'escalade de bloc, des restaurants et des magasins d'équipement spécialisé en France, en Belgique et en Espagne.

## Concept
Le concept d’Arkose se déploie principalement dans des environnements urbains. Chaque salle propose des parcours d’escalade de bloc accessibles sans équipement d’assurage, avec des hauteurs maximales de 4.5 mètres et des tapis au sol pour garantir la sécurité. Les parcours sont classés par niveaux de difficulté, sans correspondance officielle avec les systèmes de cotation traditionnels. Ils sont identifiés par un code couleur : du jaune (le plus facile) au violet (le plus difficile), en passant par le vert, le bleu, le rouge et le noir. Les salles d'Arkose disposent généralement d'espaces de restauration, de bars à bière et d'une boutique d'équipement d'escalade, dans le même lieu.
L'entreprise exploite les salles sans modèle de franchise, et cible une clientèle citadine et active.

## Histoire
En décembre 2013, Arkose ouvre une première salle d'escalade à Montreuil, en Seine-Saint-Denis. Installée dans un ancien garage rénové, cette salle de blocs, dotée d'un espace de restauration, a nécessité un investissement de 800 000 euros. La salle a attiré environ 150 personnes par jour en semaine et jusqu'à 300 le week-end dès ses premiers mois d'activité.
En 2017, Arkose rachète Snap, une marque française d'équipement d'escalade.
En 2018, l'entreprise rachète MurMur Escalade, un réseau de salles d'escalade concurrent qui disposait de deux salles en région parisienne.
Une première salle d'escalade située hors de France est ouverte à Bruxelles, en 2021.